# Hati (księżyc)
Hati (Saturn XLIII) – księżyc Saturna odkryty w połowie grudnia 2004 roku przez D. Jewitta, S. Shepparda i J. Kleynę za pomocą Teleskopu Subaru. Elementy orbity wyliczył B. Marsden.
Hati należy do grupy nordyckiej księżyców Saturna, poruszających się ruchem wstecznym.
Jest jednym z kilkunastu satelitów Saturna odkrytych w 2004 roku, po 23 latach od przelotu sondy Voyager 2 przez system tej planety. Nazwa księżyca pochodzi z mitologii nordyckiej. Hati to imię wielkiego wilka, ścigającego Księżyc po niebie.